# Oksana Griszczuk
Oksana „Pasza” Władimirowna Griszczuk, ros. Оксана Владимировна Грищук (ur. 17 marca 1972 w Odessie) – rosyjska łyżwiarka figurowa, startująca w parach tanecznych z Jewgienijem Płatowem. Dwukrotna mistrzyni olimpijska z Lillehammer (1994) i z Nagano (1998), uczestniczka igrzysk olimpijskich (1992), czterokrotna mistrzyni świata (1994–1997), trzykrotna mistrzyni Europy (1996–1998), dwukrotna mistrzyni Związku Radzieckiego (1988, 1992) oraz dwukrotna mistrzyni Rosji (1993, 1996).
Griszczuk i Płatow byli pierwszą parą taneczną w historii, która zdobyła dwa złote medale olimpijskie – w 1994 i 1998 roku (sukces powtórzyła kanadyjska para taneczna Virtue / Moir zdobywając złote medale olimpijskie w 2010 i 2018 roku).
Treningi rozpoczęła w wieku 4 lat. W 1986 przeprowadziła się do Moskwy. W latach 1988–1992 studiowała na moskiewskim Uniwersytecie Sportowym.
Po zakończeniu kariery amatorskiej w 1998 roku rozstała się z Płatowem i startowała przez rok w zawodach profesjonalistów z Aleksandrem Żulinem, podczas gdy Płatow występował z byłą rywalką, a zarazem byłą żoną i partnerką sportową Żulina – Majią Usową. Następnie występowała w rewiach jako solistka, aby w 2006 roku ponownie występować w rewiach z Jewgienijem Płatowem. Pracowała również jako trenerka łyżwiarstwa w KHS Arena w kalifornijskim Anaheim.

## Osiągnięcia

### Z Jewgienijem Płatowem
|                      | ZSRR  | ZSRR  | WNP · WNP | Rosja | Rosja | Rosja | Rosja | Rosja | Rosja |
| Zawody               | 89–90 | 90–91 | 91–92     | 92–93 | 93–94 | 94–95 | 95–96 | 96–97 | 97–98 |
| Międzynarodowe       |       |       |           |       |       |       |       |       |       |
| Igrzyska olimpijskie |       |       | 4         |       | 1     |       |       |       | 1     |
| Mistrzostwa świata   | 5     | 4     | 3         | 2     | 1     | 1     | 1     | 1     |       |
| Mistrzostwa Europy   | 5     | 5     | 3         | 2     | 2     |       | 1     | 1     | 1     |
| GP Finał Grand Prix  |       |       |           |       |       |       | 1     |       | 1     |
| GP NHK Trophy        | 2     |       | 2         |       | 1     |       |       |       | 1     |
| GP Skate America     |       |       |           |       |       |       | 1     |       |       |
| GP Trophée Lalique   |       |       |           |       |       |       | 1     |       | 1     |
| Centennial On Ice    |       |       |           |       |       |       | 1     |       |       |
| Krajowe              |       |       |           |       |       |       |       |       |       |
| Mistrzostwa Rosji    |       |       |           | 1     |       |       | 1     |       |       |
| Mistrzostwa ZSRR     | 3     | 2     | 1         |       |       |       |       |       |       |

### Z Aleksandrem Cziczkowem
| Zawody                                | 86–87          | 87–88          | 88–89          |                |                |                |                |                |                |                |                |                |                |                |                |                |                |
| Międzynarodowe                        | Międzynarodowe | Międzynarodowe | Międzynarodowe | Międzynarodowe | Międzynarodowe | Międzynarodowe | Międzynarodowe | Międzynarodowe | Międzynarodowe | Międzynarodowe | Międzynarodowe | Międzynarodowe | Międzynarodowe | Międzynarodowe | Międzynarodowe | Międzynarodowe | Międzynarodowe |
| ------------------------------------- | -------------- | -------------- | -------------- | -------------- | -------------- | -------------- | -------------- | -------------- | -------------- | -------------- | -------------- | -------------- | -------------- | -------------- | -------------- | -------------- | -------------- |
| International de Paris                |                |                | 3              |                |                |                |                |                |                |                |                |                |                |                |                |                |                |
| Prize of Moscow News                  |                |                | 4              |                |                |                |                |                |                |                |                |                |                |                |                |                |                |
| Międzynarodowe: Kategorie młodzieżowe |                |                |                |                |                |                |                |                |                |                |                |                |                |                |                |                |                |
| Mistrzostwa świata juniorów           | 2              | 1              |                |                |                |                |                |                |                |                |                |                |                |                |                |                |                |
| Krajowe                               |                |                |                |                |                |                |                |                |                |                |                |                |                |                |                |                |                |
| Mistrzostwa ZSRR                      |                | 1              |                |                |                |                |                |                |                |                |                |                |                |                |                |                |                |